# Meloe montanus
Meloe montanus es una especie de coleóptero de la familia Meloidae.

## Distribución geográfica
Habita en Montana.